# مصطفى بن حمزة
مصطفى بن حمزة (مواليد 21 رمضان 1368) عالم دين وباحث مغربي، رئيس المجلس العلمي الجهوي بالشرق ورئيس سابق للمجلس العلمي بوجدة ومدير معهد البعث الإسلامي للعلوم الشرعية بوجدة، من أعضاء المجلس العلمي الأعلى بالمغرب وداعية مشارك بالعديد من المحاضرات والمقالات داخل المغرب وخارجه.

## مسيرته العلمية
لازم وتتلمذ على يد الفقيه العلامة سيدي بنسعيد مهداوي الواشاني، حاصل على شهادة الإجازة من كلية الشريعة بفاس. حاصل على شهادة الإجازة في الأدب العربي من كلية الآداب والعلوم الإنسانية بفاس وخريج دار الحديث الحسنية بالرباط،
حاصل على دبلوم الدراسات العليا من كلية الآداب، جامعة محمد الخامس بالرباط: تخصص اللغة العربية عن دراسة لنظرية العامل عند ابن مضاء القرطبي، حاصل على دكتوراه الدولة من جامعة محمد الأول بوجدة عن تحقيق، مخطوطة: «الحلية فيما لكل فعل من تصريف وبنية» لابن عنترة. أستاذ محاضر بجامعة محمد الخامس بالرباط سابقا وأستاذ التعليم العالي بجامعة محمد الأول بوجدة شعبة الدراسات الإسلامية.

### من أقواله
| مصطفى بن حمزة | "حضارتنا لا تمثلها الحيطان والجدران، ولكن يمثلها علم وفعل الإنسان". | مصطفى بن حمزة |

## نشاطه الديني
قبل إنشاء الهيئة العلمية للإفتاء بالمغرب (هيئة رسمية)، اشتهر بنحمزة ببحوثه الشرعية وفتاويه المعاصرة، سواء في ركن المفتي بالقناة الأولى المغربية أو بموقع إسلام أون لاين.
شارك كعضو في اللجنة العلمية لمدارسة قانون مدونة الأسرة بالمغرب عقب ما يسمى «الخطة الوطنية لإدماج المرأة في التنمية» لتزيده شهرة إعلامية، حيث انصبت انتقادات المدافعات عن التحرر النسوي (بزعامة زليخة نصري) منصبة على بنحمزة، وكان من أشد المعارضين لكل تغيير لا يحترم الضوابط الشرعية في مجال الأسرة والأحوال الشخصية، جنباً إلى أحمد الريسوني والوزير عبد الكبير العلوي المدغري والفقيه عبد الباري الزمزمي.
انتظر الرد على كل التهجمات عليه إلى حين انتهى عمل اللجنة الاستشارية لمراجعة قانون الأسرة بمصادقة العاهل المغربي على الصيغة التوفيقية حول المدونة، ليخرج من صمته الطويل بحوار صريح لأسبوعية الأيام صيف 2003 حول ملابسات عمل اللجنة وتحفظات العلماء على مطالب «العلمانيين» من إثارة بعض الإشكالات المتعلقة بالقضية.
كان مرشحاً ليكون وزيرا للأوقاف والشؤون الإسلامية، لكن معاركه العلمية والإعلامية الموجهة للتوجه العلماني «المتطرف» قلصت حظوظه في بورصة «التزكية» مع وجود إشاعات تشير إلى وجود تدخلات «خارجية» تضايقت من ترشيحه للمنصب.
وبامتلاكه لزمام العلوم الشرعية والأدبية اجتمع له شرط الاجتهاد الفقهي لإعادة النظر في كثير من القضايا المعاصرة، مثل الموقف الشرعي من التدخين والتعدد والإرهاب وفتواه بـ«تحريم أخذ التعويض عن أرض فلسطين» المنشورة ضمن كتاب «محنة الأقصى في ذكرى الإسراء والمعراج» جوابا عن سؤال طرحه مفتي القدس على علماء المغرب 2002، وفتوى «زرع الأعضاء وتبادلها مع غير المسلمين»، و«الإثراء عن طريق الانتظار– الربا وأضراره».
عين بنحمزة عضوا محكما بلجنة جائزة محمد السادس الوطنية للفكر الإسلامي التي تمنحها وزارة الأوقاف والشؤون الإسلامية للشخصيات العلمية وللأعمال العلمية المتميزة، وألقى ثلاثة دروس حسنية رمضانية أمام العاهل المغربي محمد السادس (1421 و 1423 و1427 هـ)، كما تم توشيحه بأوسمة ملكية تقديرية، كان آخرها الوسام الملكي سنة 2007.
كما عينه الملك محمد السادس عضوا في المجلس الأعلى لـمؤسسة محمد السادس للعلماء الأفارقة حيث شارك في كثير من أنشطة مؤسسة محمد السادس للعلماء الأفارقة الرسمية والعلمية.

## مؤلفاته
فضلا على مجموعة من البحوث والدراسات المنشورة في مجلات وصحف مغربية وأجنبية ومئات الأشرطة السمعية هذه بعض من مؤلفاته:
- حقوق المعوقين في الإسلام (1993)،
- نظرة في العوامل التي أسست روح العداء عند الغربيين نحو الإسلام (1996)،
- الأسس الثقافية لمنع تطبيق الشريعة: المساواة نموذجا (2001)،
- معطيات حول ظاهرة التنصير (2002)، منشورات المجلس العلمي – وجدة 2002.
- نظرية العامل في النحو العربي: دراسة تأصيلية وتركيبية، مطبعة النجاح الجديدة الدار البيضاء الطبعة الأولى 1425- 2004. ·
- مقدمة من أجل تأصيل التسامح بين المسلمين – جامعة الصحوة الإسلامية الدورة الثالثة- منشورات وزارة الأوقاف والشؤون الإسلامية 1414 - 1994.
- تحقيق كتاب الحلية فيما لكل فعل من تصريف وبنية لابن عنترة – أطروحة دكتوراه سنة 2000.
- الخطيب وواقع الأمة – مكتبة الطالب – وجدة 2001.
- الحضور الإسلامي في مجال التربية – مكتبة الطالب – وجدة 2001.
- كرامة المرأة من خلال خصوصياتها التشريعية – مكتبة الطالب – وجدة 2002. ·
- تأملات في سورة الفجر – كتاب المحجة- فاس 1423 - 2002.
- المساواة في البعدين الوضعي والشرعي – مكتبة الطالب – وجدة 2003.
- شخصية الفقه المالكي – فهم عميق للكتاب والسنة وحماية لعقيدة الأمة. مكتبة الطالب 2004.

## قيل فيه
قصيدة «ريــح الأنبيــاء» للشاعر سعيد عبيد (يذكر درسَه الراتب في التفسير يوم السبت من كل أسبوع).

## وصلات خارجية
- سلسلة دروس ومقالات الدكتور مصطفى بن حمزة موقع الدكتور مصطفى بنحمزة
- المجلس العلمي الأعلى
- خطب للشيخ العلامة المغربي مصطفى بنحمزة
- مسارات علمية
- خطبة جمعة للشيخ العلامة المغربي مصطفى بنحمزة على يوتيوب
- العلامة مصطفى بن حمزة: خطر الأفكار أشد وأنكى